# Mimovitalisia
Mimovitalisia is een kevergeslacht uit de familie van de boktorren (Cerambycidae). De wetenschappelijke naam van het geslacht werd voor het eerst geldig gepubliceerd in 1959 door Breuning.

## Soorten
Mimovitalisia omvat de volgende soorten:
- Mimovitalisia tuberculata (Pic, 1924)
- Mimovitalisia wittmeri Breuning, 1975